# Nomada maculata
Nomada maculata är en biart som beskrevs av Cresson 1863. Nomada maculata ingår i släktet gökbin, och familjen långtungebin. Inga underarter finns listade i Catalogue of Life.

## Bildgalleri

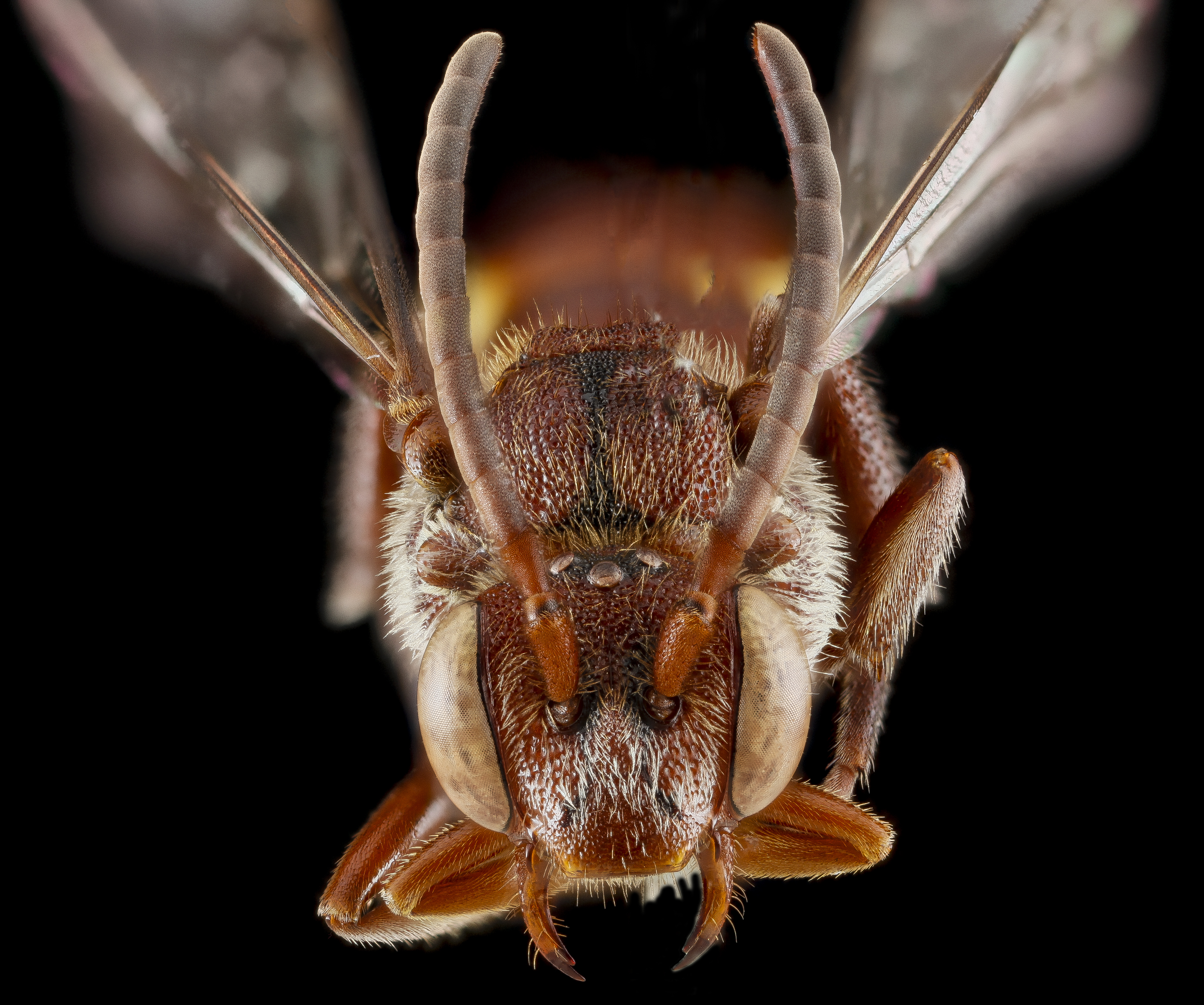